# Heterometopia bella
Heterometopia bella là một loài ruồi trong họ Tachinidae.